# Lijst van voetbalinterlands Armenië - Kosovo
Deze lijst van voetbalinterlands is een overzicht van alle officiële voetbalwedstrijden tussen de nationale teams van Armenië en Kosovo. De landen speelden tot op heden drie keer tegen elkaar. De eerste ontmoeting, een vriendschappelijke wedstrijd, werd gespeeld in Pristina op 16 november 2022. Het laatste duel, eveneens een vriendschappelijke wedstrijd, vond plaats op 6 juni 2025 in de Kosovaarse hoofdstad.

## Wedstrijden
| № | Plaats   | Datum            | Competitie        | Wedstrijd        | Uitslag |
| - | -------- | ---------------- | ----------------- | ---------------- | ------- |
| 1 | Pristina | 16 november 2022 | Vriendschappelijk | Kosovo – Armenië | 2 – 2   |
| 2 | Jerevan  | 22 maart 2024    | Vriendschappelijk | Armenië − Kosovo | 0 − 1   |
| 3 | Pristina | 6 juni 2025      | Vriendschappelijk | Kosovo − Armenië | 5 − 2   |

## Samenvatting
| Competitie        | Totaal gespeeld | Winst Armenië | Gelijk | Winst Kosovo | Doelsaldo Armenië – Kosovo |
| ----------------- | --------------- | ------------- | ------ | ------------ | -------------------------- |
| Vriendschappelijk | 3               | 0             | 1      | 2            | 4 − 8                      |
| Totaal            | 3               | 0             | 1      | 2            | 4 − 8                      |